# Wabash (fiume)

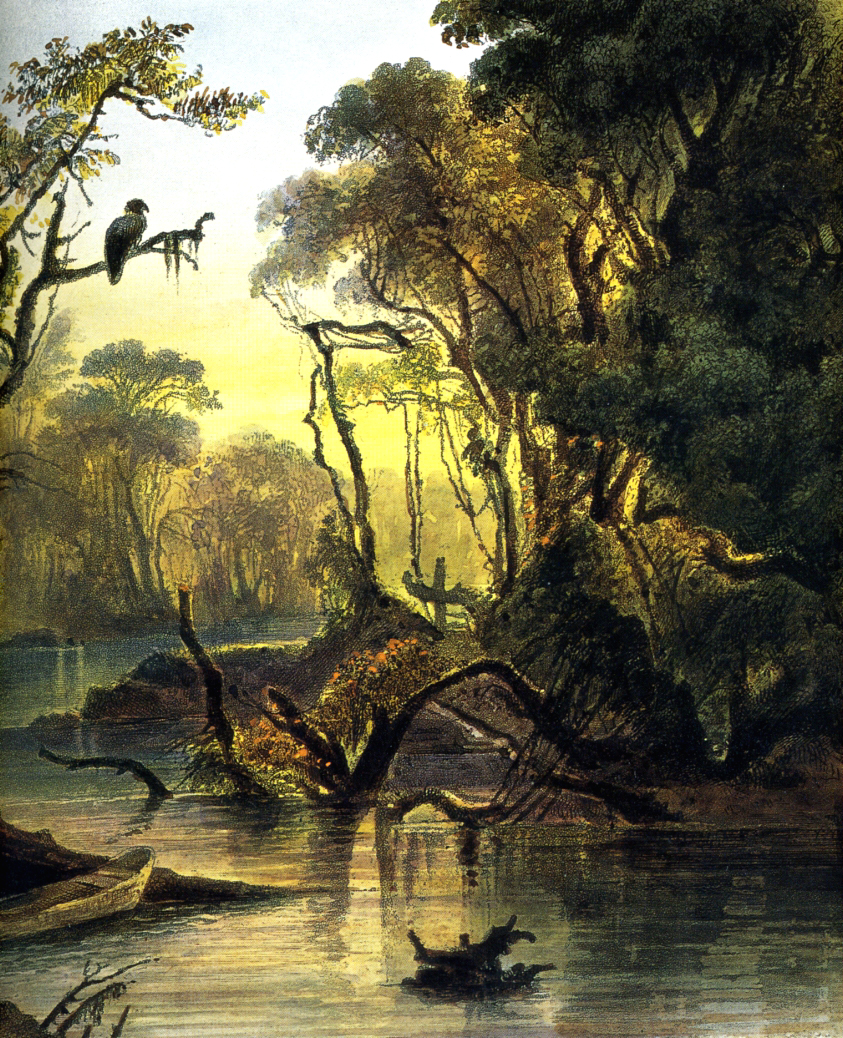
Il fiume Wabash a New Harmony. Dipinto di Karl Bodmer 1832 – 1833

Il Wabash è un fiume degli Stati Uniti che con i suoi 765 km di lunghezza è il principale affluente settentrionale del fiume Ohio.

## Descrizione
Il fiume ha origine nell'area centro-occidentale dello stato dell'Ohio non lontano dal confine con l'Indiana. Scorre verso nord-ovest ed entra nel territorio dell'Indiana. A Huntington dopo aver alimentato l'Huntington Lake piega verso occidente e attraversa l'Indiana centro-settentrionale. Poi piega verso sud-ovest e riceve da nord il fiume Tippecanoe. Bagna la città di Lafayette e West Lafayette e prosegue verso sud-ovest per poi scorrere verso sud e ricevere da destra il fiume Vermillion. Bagna la città di Terre Haute e poi segna il confine meridionale tra l'Indiana e l'Illinois fino alla foce nel fiume Ohio. In quest'ultimo tratto riceve da oriente il fiume White.

## Storia
Il fiume fu esplorato dai francesi e per quasi due secoli a partire dalla metà del Seicento fu una delle principali vie di collegamento tra la regione dei Grandi Laghi e la valle del Mississippi.
Per facilitare tale collegamento a partire dal 1832 fu costruito il canale Wabash-Erie che però fu abbandonato a partire dagli anni Settanta dell'Ottocento.
Nel 1791 nei pressi dell'attuale Fort Recovery in Ohio fu combattuta la battaglia del Wabash tra una confederazione di tribù indiane e l'esercito americano che vide la peggiore sconfitta dell'esercito americano in tutta la storia delle guerre indiane.
Nel 1811 nei pressi del fiume Wabash alla confluenza con il fiume Tippecanoe in Indiana fu combattuta la battaglia di Tippecanoe. La confederazione indiana di Tecumseh fu sconfitta dall'esercito degli Stati Uniti guidato dal generale William Henry Harrison.